# Косай, Кадыр Нурахметулы
Кадыр Нурахметулы Косай (Кадыр Нурахметович Кусаев) (каз. Қадыр Нұрахметұлы Қосай; 22 января 1932, село Боровское, Мендыкаринский район, Костанайская область, Казахстан — 18 декабря 2023, Алматы, Казахстан) — первый казахский звукорежиссер высшей категории, звукооператор.

## Ранние годы
Кадыр Косай родился в 1932 году в период тяжелых испытаний для своей семьи. В 1937 году отец Кадыра был арестован и репрессирован. Вместе с братьями и сестрами он переживал голод и был вынужден трудиться на тяжелых работах. Вместе с братом Сабитом его приняли в детский дом в 1944 году, где они получили начальное образование. Позже, обучаясь в школе фабрично-заводского обучения и ремесленном училище в Костанае, он по-прежнему мечтал о кино.

## Карьера

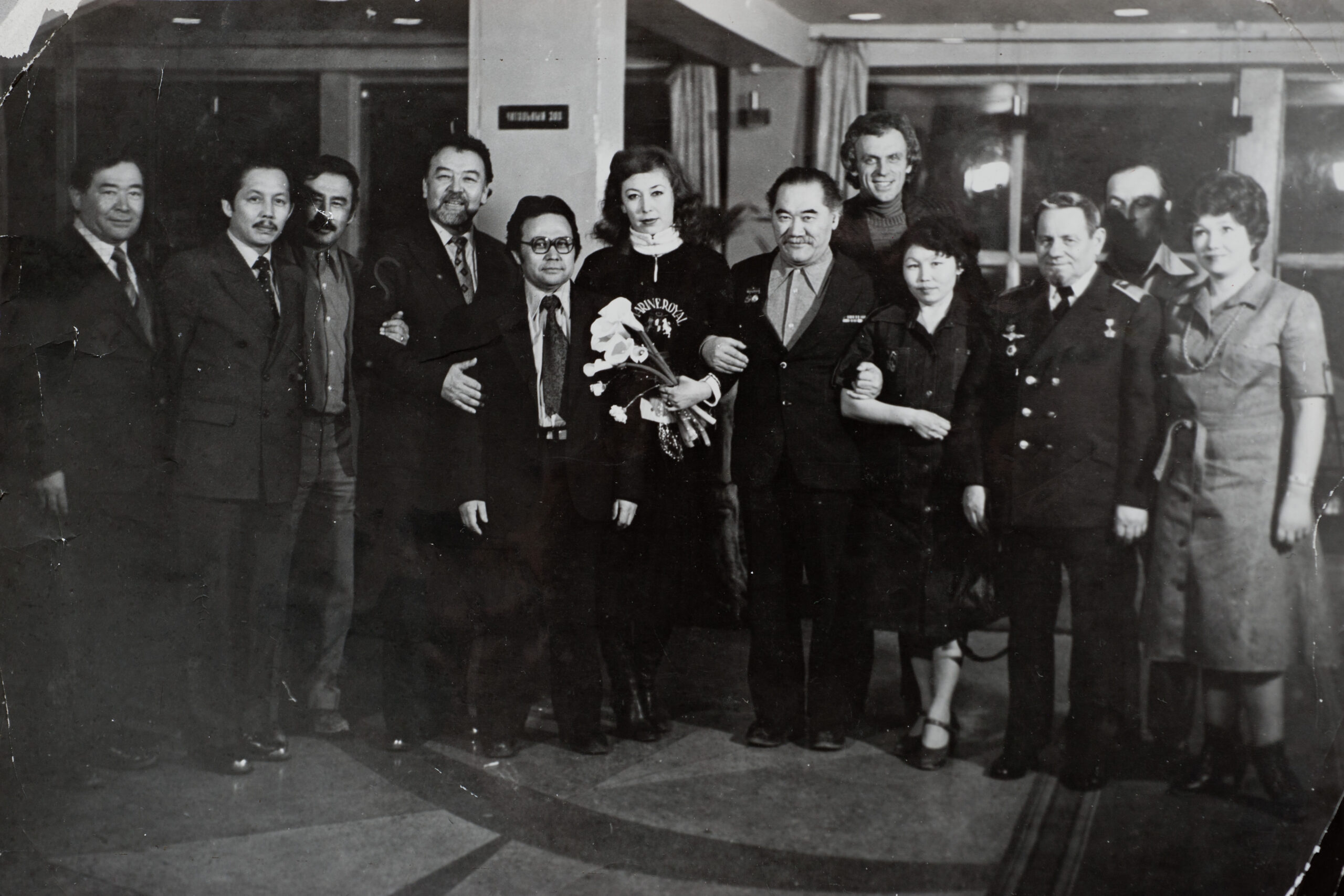
Кадыр Косай, Султан-Ахмет Ходжиков, Асанали Ашимов

В 1952 году Кадыр Косай поступил в Ленинградский институт киноинженеров (ЛИКИ), на впервые открывшееся в СССР отделение звукооператоров кино и ТВ, где получил профессиональное образование. Мастер курса Е. Г. Нестеров — звукооператор первого звукового фильма в СССР «Путевка в жизнь». Чтобы хватало на еду, одежду и питание, подрабатывал разнорабочим и осветителем на «Ленфильме». После окончания института в 1958 году он присоединился к киностудии «Казахфильм» и начал свою карьеру в отделе дубляжа.
Кадыр был замечен режиссером Султан-Ахметом Ходжиковым, что привело к его участию в ответственных и сложных проектах. Он работал над дубляжом более 200 фильмов и более 10 мультипликационных фильмов, а также над созданием звукового оформления для более 30 художественно-публицистических картин студии «Казахтелефильм» и хроникально-документальных кинокартин киностудии «Казахфильм».

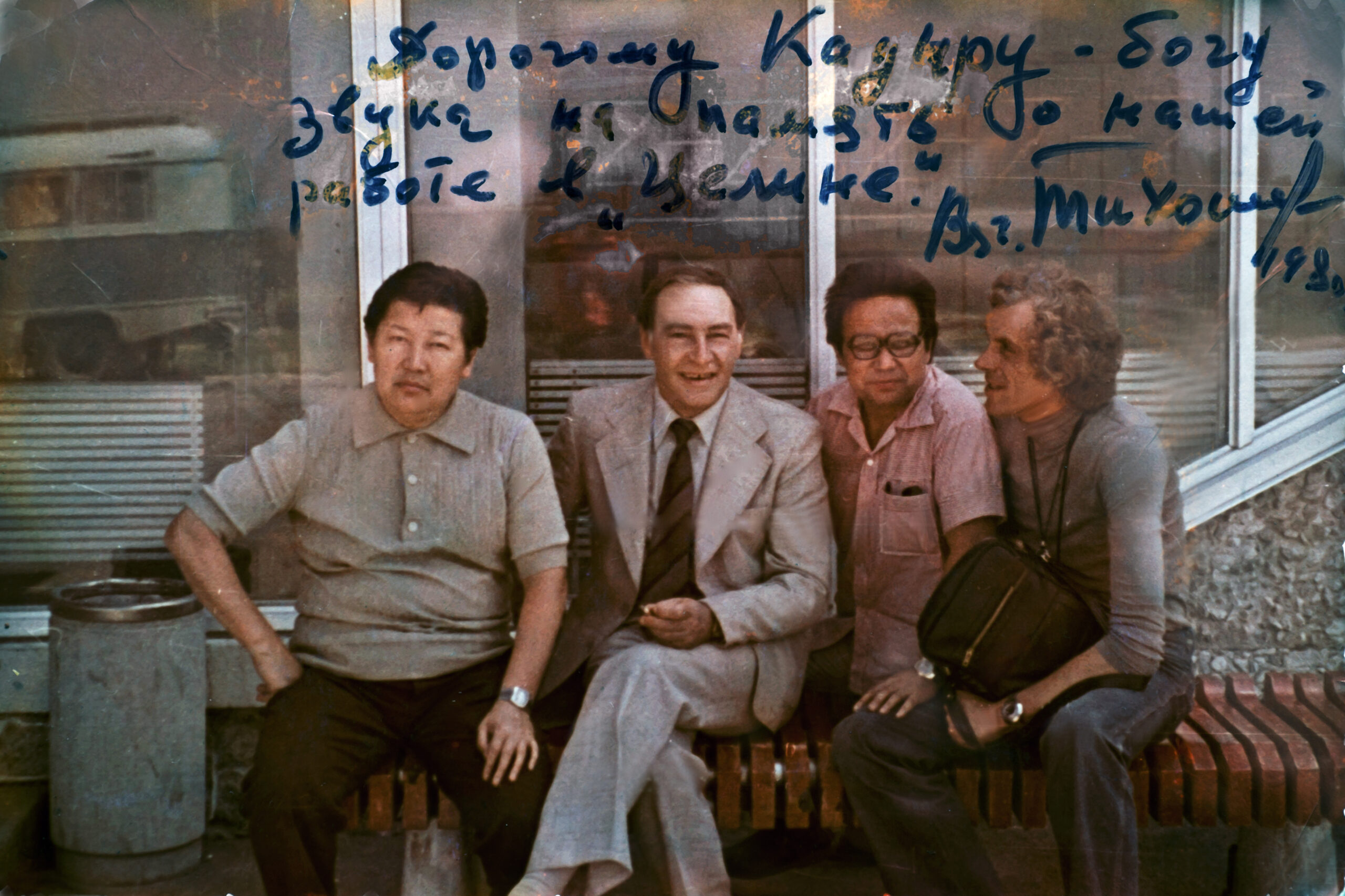
Кадыр Косай (справа) с режиссёром Касымом Ахметовым (слева) и актером Вячеславом Тихоновым (по середине)

Член Союза кинематографистов СССР (1966).
На протяжении более 40 лет работы на киностудии «Казахфильм» Кадыр Косай проявил себя как один из ведущих специалистов в своей области. Он принимал участие в создании ряда известных казахстанских фильмов, включая «Кыз Жибек», «Кровь и пот», «Тризна», «Гонцы спешат», «Легендарный Чокан» и многие другие.
Он принимал участие в создании известных фильмов национального кинематографа, удостоенных высоких наград на международных кинофестивалях: «Меня зовут Кожа», «Шок и Шер», «Алпамыс идет в школу».
Его ценили и плодотворно работали с ним такие режиссеры, как С. Ходжиков, А. Карсакбаев, М. Бегалин, А. Мамбетов, Б. Мансуров, А. Ашимов, Т. Океев, Б. Шамшиев, К. Касымбеков, А. Сулеева; композиторы Н. Тлендиев, Г. Жубанова, К. Дусекеев, Т. Кажгалиев, А. Островский, А. Серкебаев. Помимо «Казахфильма» К. Косай работал на студиях «Мосфильм», «Ленфильм», «Киргизфильм» и «Ялтинской киностудии».
Благодаря его труду и таланту, были записаны в Золотой фонд телевидения и сохранены для будущих поколений живые голоса, песни, музыка и кюи великих деятелей национальной культуры и искусства. Кадыр Косай оставил неизгладимый след в истории казахстанского кино и остается важным персонажем в развитии отрасли.

## Личная жизнь

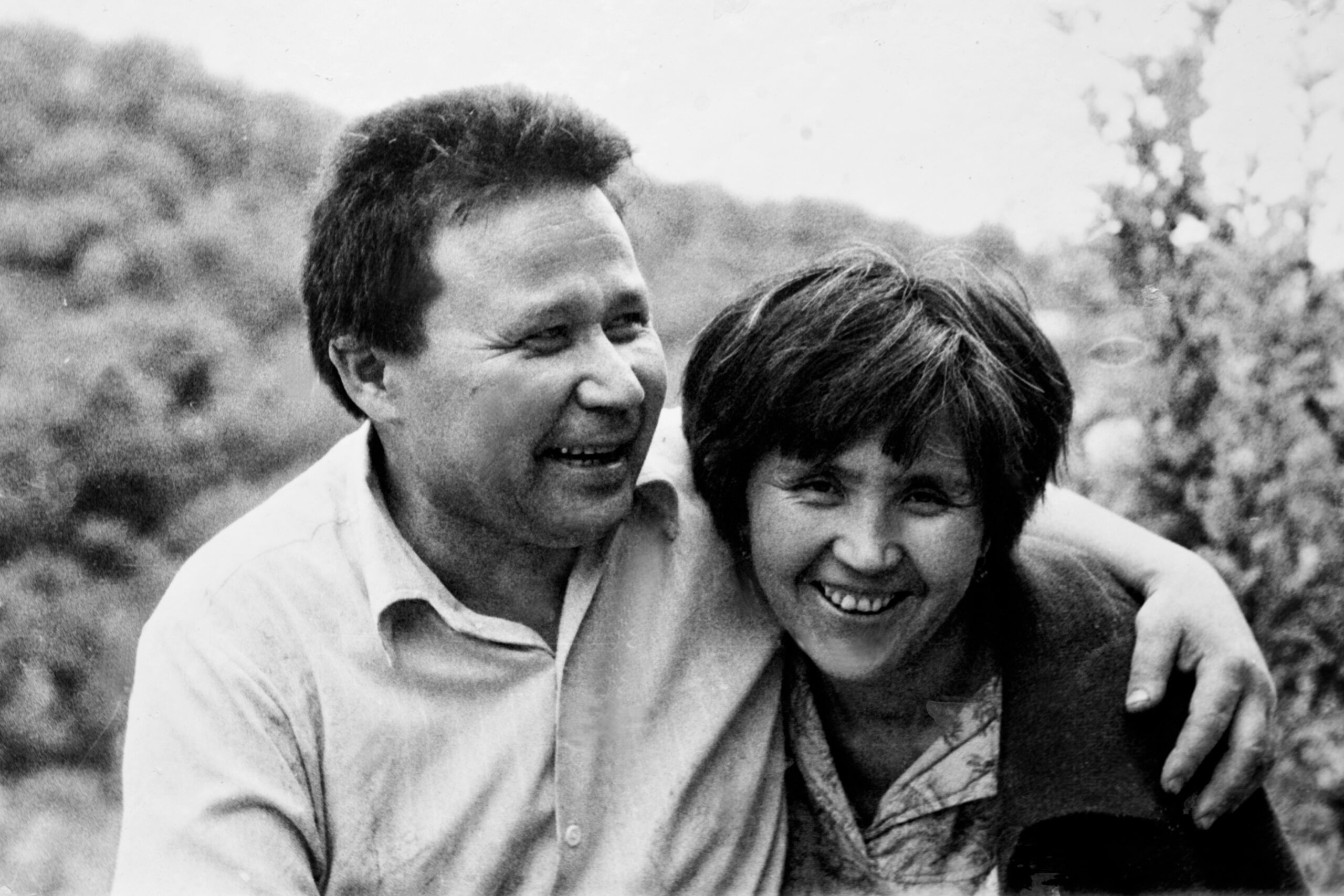
Кадыр Косай со своей супругой Зияш

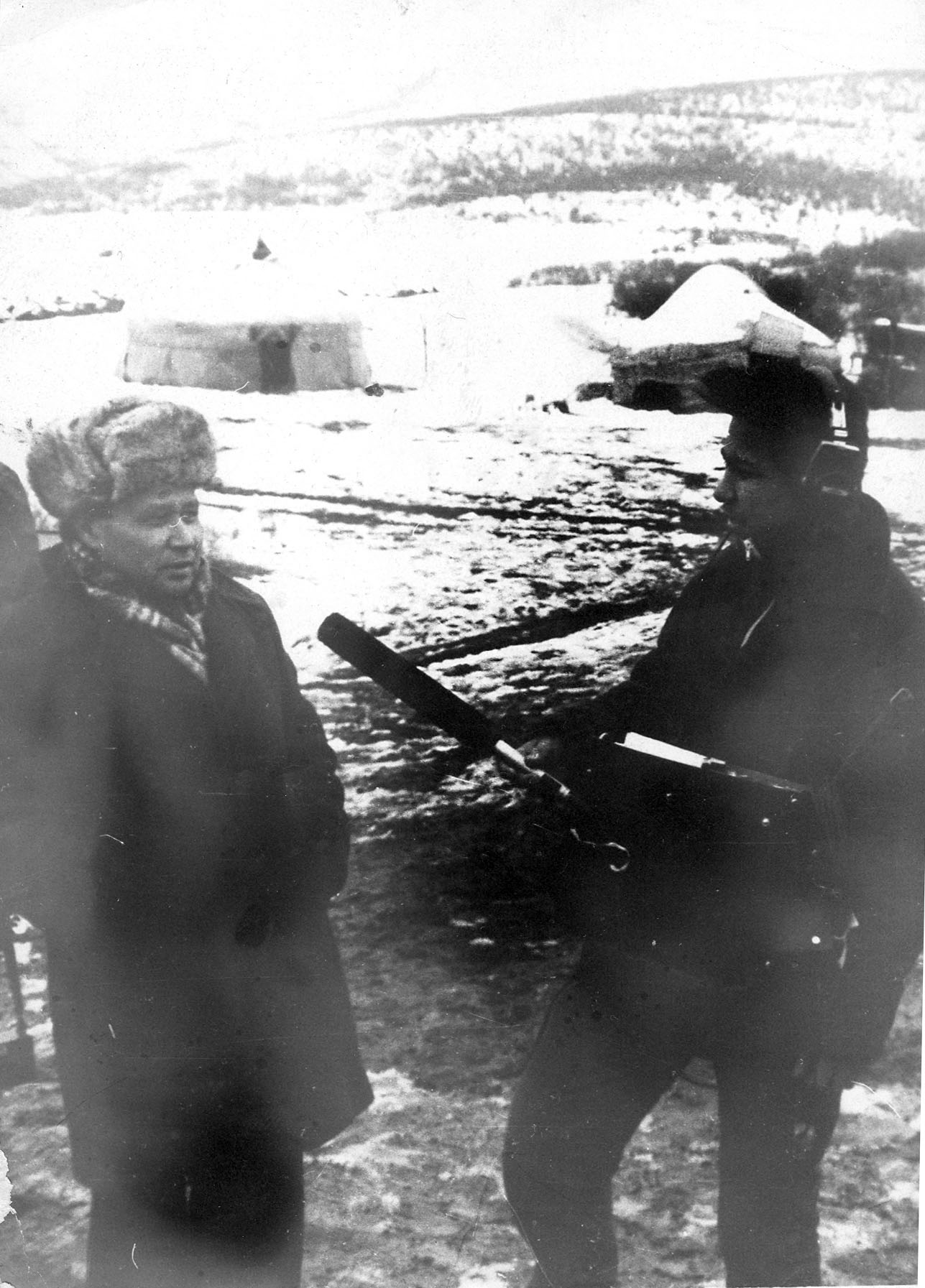
Звукорежиссер Кадыр Косай с сыном Ренатом Косай на съемках фильма «Гибель кулана» (1989)

Супруга Кадыра, Зияш Нуртаева, также была связана с киноиндустрией, работая в цехе монтажа фильмов. В их браке появились двое детей — Мадина и Ренат. Сын, Ренат Косай, следует отцовским стопам и работает как режиссер, оператор-постановщик и преподаватель в Казахской национальной академии искусств имени Т. Жургенова (КазНАИ).

## Фильмография
Звукооператор
- 1961 — Если бы каждый из нас
- 1963 — И в шутку и всерьез
- 1964 — Следы уходят за горизонт
- 1965 — Чинара на скале
- 1966 — Тревожное утро
- 1968 — Снег среди лета
- 1970 — Кыз-Жибек
- 1970 — В те дни
- 1972 — Шок и Шер
- 1973 — Алые маки Иссык-Куля
- 1973 — Там, где горы белые
- 1973 — Лютый
- 1975 — Степные раскаты
- 1977 — Алпамыс идет в школу
- 1978 — Кровь и пот

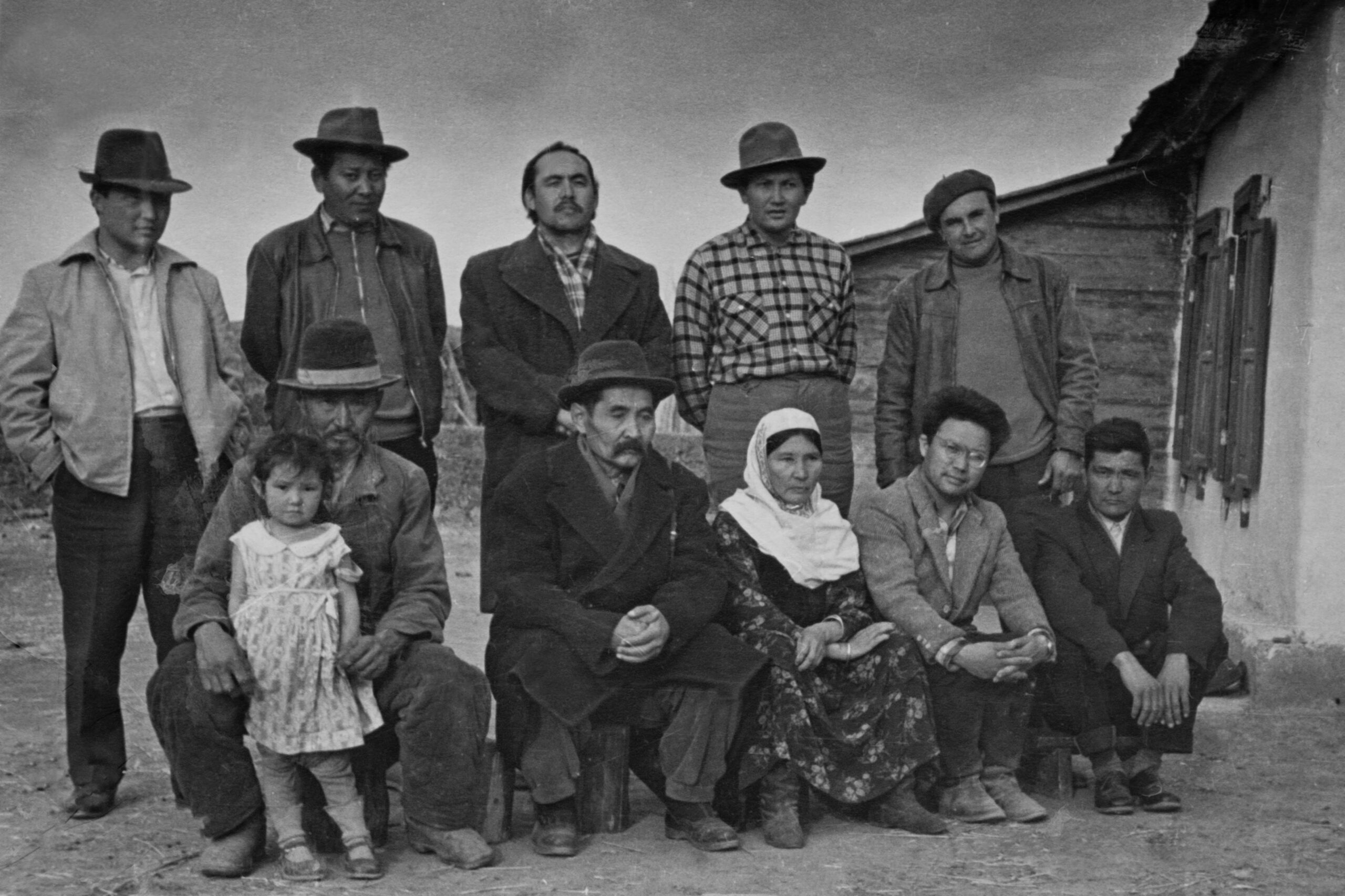
Косай Кадыр, Мажит Бегалин, Асхат Ашрапов, Сапаргали Бегалин на съемках фильма «Следы уходят за горизонт» (1964)

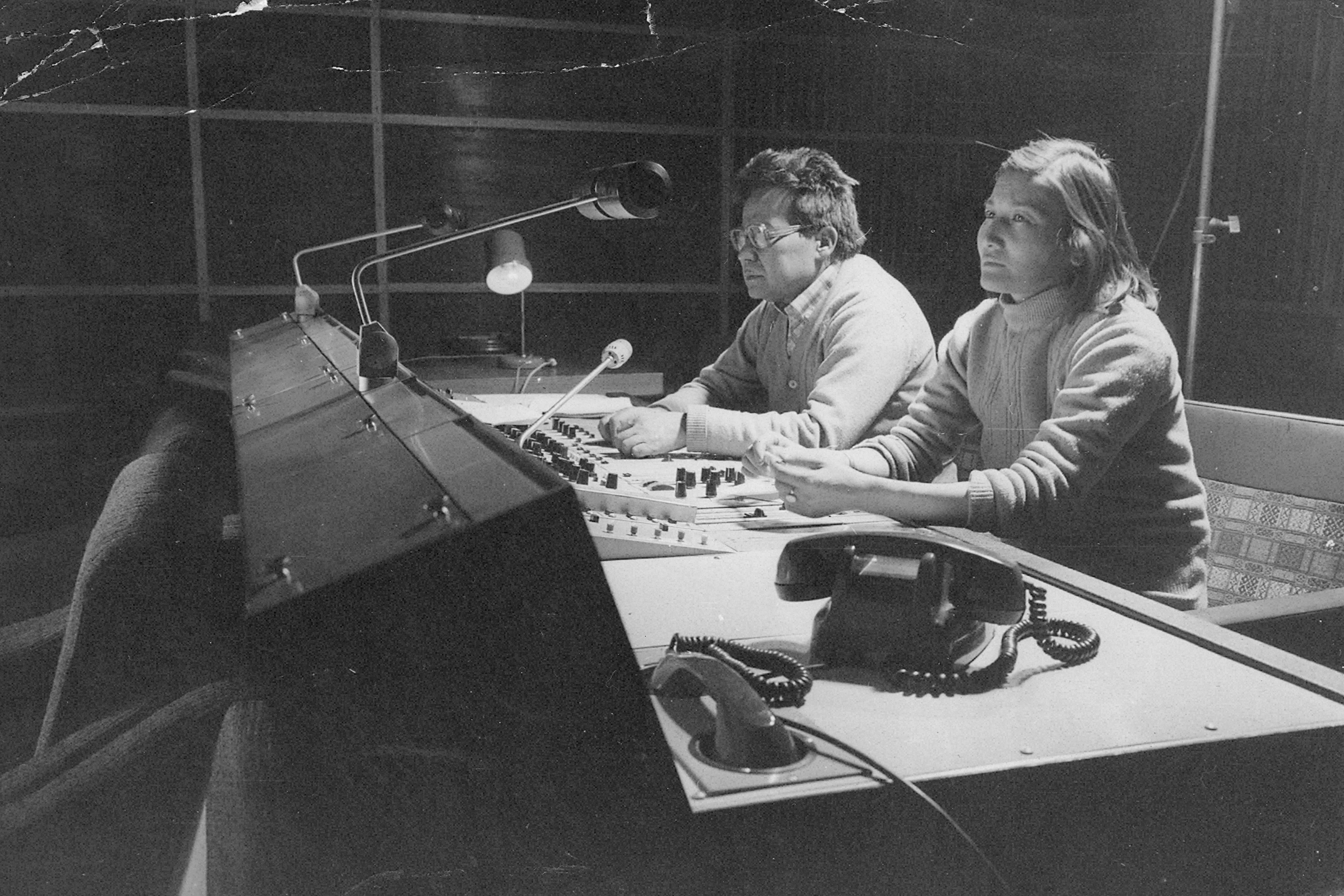
Звукорежиссер Кадыр Косай с режиссером Сулеевой Асией на озвучании фильма «Мой дом на зеленых холмах» (1985)

- 1978 — Степные истории (киноальманах, новелла «Начальник охраны»)
- 1979 — Серебряный рог Ала-Тау
- 1980 — Гонцы спешат
- 1981 — Последний переход
- 1981 — Год дракона
- 1982 — Красная юрта
- 1983 — Ее домбры был верен звук (ТВ)
- 1984 — Легендарный Чокан
- 1985 — Мой дом на зеленых холмах
- 1987 — На перевале
- 1972—1987 — Тризна
- 1989 — Бейбарс
- 1989 — Султан Бейбарс
- 1991 — Гибель Кулана
- 1992 — Козы Корпеш — Баян Сулу
- 1992 — Прощаться не хочу
- 1994 — Тебе нужен щенок

Звукорежиссер
- 1982 — Қайран шешем (ТВ)

Ассистент звукооператора
- 1996 — Юность Жамбыла

## Награды
- «Отличник кинематографии СССР» (1970 г.);
- «Отличник телевидения и радио СССР» (1981 г.);
- «Отличник кинематографии Казахстана» (1986 г.);
- «Отличник кинематографии СССР» (1987 г.) и др.